# Мамонт Петя
Мамонт Петя — скелет взрослого самца шерстистого мамонта, найденный в 2019 году на полуострове Таймыр. Назван по имени геолога Петра Громова, нашедшего первую кость скелета. В настоящее время скелет находится в коллекции Зоологического института РАН. Для территории Западного Таймыра это первая находка достаточно полного скелета шерстистого мамонта.

## История находки
Скелет мамонта Пети был найден и раскопан в 2019 году на правом берегу реки Гусиная на полуострове Таймыр, геологами Петром Громовым, Дмитрием Костиным и Василием Салтановым которые проводили геологическую съёмку масштаба 1:200 000 листа S-45 XI,XII в составе Мининской геологической партии ВСЕГЕИ. Отряд возвращался из маршрута по берегу реки, когда Петр увидел правую лопатку мамонта, торчащую из речного песка. После осмотра окружающей территории геологи обнаружили рядом тазовую и берцовую кости, поэтому было решено предпринять раскопки. Скелет был занесён речным песком, поэтому его удалось раскопать за 3 дня. Затем кости были промаркированы, упакованы и доставлены на судне Михаил Сомов в Архангельск, и далее в Санкт-Петербург.

## Описание
Мамонт Петя представляет собой около 75 % скелета с отдельными остатками шерсти, кожи и одной ступнёй. В скелете отсутствуют большая часть черепа, бивни, правая передняя нога ниже колена. Скелет располагался на морских казанцевских плотных тёмно-синих глинах, при этом он был перекрыт молодыми речными песками. Мамонт лежал на левом боку, перпендикулярно к современному руслу реки, головой к воде. Видимо река начала подмывать переднюю часть скелета, поэтому не хватает костей именно передней части. Левая половина скелета лежала в ненарушенном положении, тогда как правая обвалилась после разложения мягких тканей. Шерсть и мягкие ткани сохранились на нижней части туши, за счёт расположения на глинах. Исследования показали что мамонт был самцом ростом около 3,5 м. Он погиб в возрасте 28-35 лет, предположительно в конце лета, находясь в летней тёмной шерсти. Координаты находки 74,979225 с. ш., 89,013495 в. д.

## Древность находки
Согласно радиоуглеродному анализу возраст мамонта Пети 12 870 ± 11 лет .

## Состояние изученности
Геологи нашедшие мамонта, передали его скелет в Зоологический институт РАН для изучения и хранения. Спилы костей, образцы шерсти и мягких тканей также переданы для изучения в Институт геологии им. Н. П. Юшкина Коми НЦ УрО РАН где они были изучены и выставлены в витрине Геологического музея имени А. А. Чернова.

## Другие находки рядом
В 50 м выше по течению реки Гусиная, геологом Василием Салтановым была найдена берцовая кость ещё одного мамонта меньшего размера, которая дала сходный радиоуглеродный возраст. В 4 км на юго-восток, на реке Светлая в 2018 году вездеходчиком Владимиром Дюриным в речных отложениях найден зуб мамонта.

## Галерея
- первоначальный вид местонахождения
- начало раскопок
- расположение места раскопок
- кости рассортированные после извлечения